# Forum för levande historia

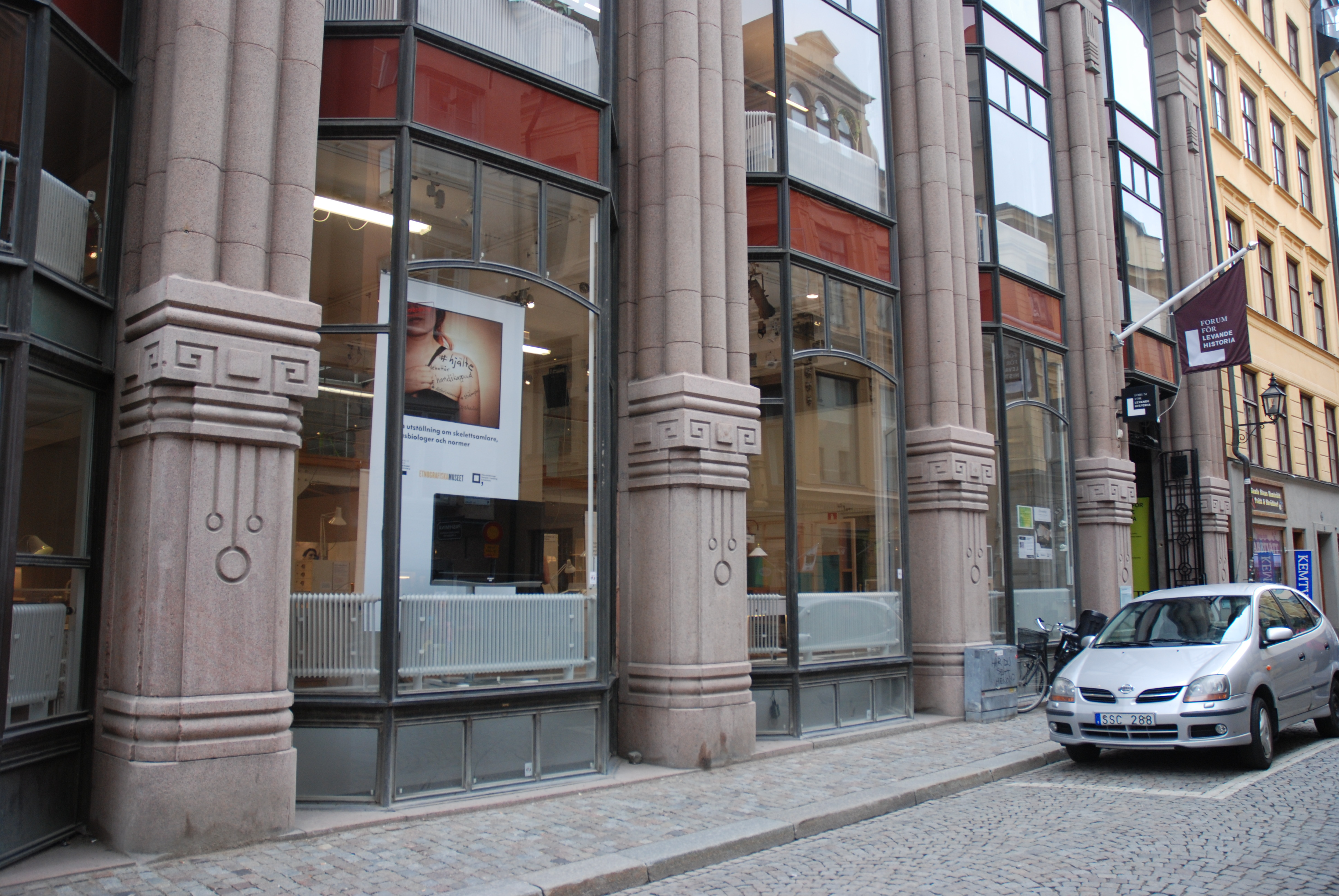
Kontor och utställningslokal för Forum för levande historia, Stora Nygatan 10 i Gamla stan i Stockholm.

Forum för levande historia är en svensk statlig förvaltningsmyndighet under kulturdepartementet.

## Uppgift, bakgrund och verksamhet
Forum för levande historia är ett nationellt forum för att främja demokrati, tolerans och mänskliga rättigheter, med utgångspunkt i Förintelsen. Myndigheten ska sträva efter att stärka människors vilja att aktivt verka för alla människors lika värde. Den tar fram utredningar och faktamaterial, visar utställningar för skolelever och allmänhet och bedriver informationsverksamhet i övrigt.
Myndigheten bildades 2003. Ursprunget till myndigheten var den av Göran Persson i juni 1997 initierade informationsinsatsen Levande historia. Bakgrunden till denna var i sin tur en rapport av Centrum för invandrarforskning vid Stockholms universitet och Brottsförebyggande rådet samma månad. I denna hade 66 % av tillfrågade svenska ungdomar sagt sig vara "helt säkra" att Förintelsen ägt rum, 14 % vara "ganska säkra", medan 8 % sade sig vara "inte alls säkra" eller "ganska osäkra".
Levande historia var en engångsinsats och inkluderade boken ...om detta må ni berätta...: En bok om Förintelsen i Europa 1935-1945. Regeringen tillsatte senare en utredning om hur verksamheten skulle kunna permanentas och ett riksdagsbeslut togs i december 2001 om att inrätta en myndighet.
Heléne Lööw var myndighetens första överintendent, fram till juli 2006.
Forum för levande historia har kontor och utställningslokal vid Stora Nygatan 10 i Gamla stan i Stockholm, en fastighet som ritades av Erik Josephson och uppfördes 1909–1912 för Skandinaviska Kreditaktiebolaget.

### Överintendenter
- 2003–2006 – Heléne Lööw
- 2006–2007 – Anna-Karin Johansson (tillförordnad)
- 2007–2014 – Eskil Franck
- 2014–2015 – Katarina Kristensson (tillförordnad)
- 2015–2021 – Ingrid Lomfors[4]
- 2021–2022 – Caroline Källner (tillförordnad)
- 2022– Petra Mårselius

## Urval av rapporter
- 2003 Intoleransrapporten
- 2006 Eva Tiby, tillsammans med Anna-Maria Sörby: En studie om homofoba hatbrott i Sverige
- 2006 Henrik Bachner och Jonas Ring: Antisemitiska attityder och föreställningar i Sverige
- 2006 Jonas Otterbäck och Pieter Bevelander: Rapport om islamofobi
- 2008 Lärarenkät om förintelsen
- 2010 Den mångtydiga intoleransen
- 2011 Sammanställning om antisemitism och islamofobi överlämnad till regeringen
- 2011 Romers kulturella och språkliga rättigheter
- 2014 Tid för tolerans
- 2016 Historisk forskning om rasism och främlingsfientlighet i Sverige
- 2017 Toleransens mekanismer: en antologi

### Rapporten om antisemitism
Kartläggningen av antisemitism i Sverige väckte stor uppmärksamhet. Den genomfördes som en enkät om attityder till judar och judendom. Fem procent av de tillfrågade mellan 16 och 75 år uttryckte "stark och konsekvent antisemitisk inställning", 36 procent "en delvis ambivalent inställning till judar" och 59 procent avvisade antisemitiska uppfattningar. Statsminister Göran Persson sade sig vara skrämd och förvånad över detta resultat.
Rapportens metodik mötte kritik från tre professorer i statsvetenskap vid Göteborgs universitet, bland annat av Ulf Bjereld.  Kritiken tillbakavisades av de rapportansvariga och kommenterades av andra akademiker.

### Lärarenkäten om förintelsen
Lärarenkäten 2008 undersökte kunskap om, och attityder till, förintelsen och antisemitism. I undersökningen ingick faktafrågor kring förintelsen. Av de 5.081 lärare som svarade, hade bara två rätt på alla sju frågor. Undersökningen mötte kritik mot att frågorna rörde detaljer och kunde tolkas tvetydigt. Dagens Nyheter ansåg i en ledare att det var ovärdigt att utnyttja miljontals människors död och lidande för spetsfundigheter, i syfte att framställa myndigheten som betydelsefull.

## Utställningar
- 2003 Gränser, i samarbete med Riksutställningar
- 2004 Baltutlämningen
- 2005-06 Fördomsturnén
- 2005-08 Sverige och Förintelsen, producerad av Roy Andersson
- 2007-08 Anne Frank & Jag
- 2007-09 Spelar roll
- 2008-09 Lillebror ser dig, vandringsutställning
- 2009-10 Middag med Pol Pot, en utställning om ideologiska skygglappar och selektivt seende
- 2010-11 (O)mänskligt, en utställning om rasbiologi och tvångssteriliseringarna i Sverige. Ena delen av två, andra delen visas på Etnografiska museet.
- 2011-09 P.K. – en utställning om intolerans
- 2014 Vi är romer – möt människorna bakom myten
- 2015 Alla människor! – om rättigheter och lika värde
- 2015 70 år sedan befrielsen
- 2016 Aktion T4 – om människosyn i Nazityskland
- 2017 Stämplad
- 2017 Propaganda - risk för påverkan
- 2017 Aldrig mer! Om folkmord
- 2017 Gulag: Det farfar inte berättade

## Diskussion om myndigheten

### Diskussion om opinionsbildning av en myndighet
Den nya regeringen efter riksdagsvalet 2006 utökade uppdraget till att även omfatta informationsspridning kring brott av kommunistiska regimer. Dagens Nyheter ansåg i en ledare att det utökade uppdraget åter aktualiserade problematiken kring statlig opinionsbildning och kritiserade att verksamheten organiserats som en myndighet och inte som ett självständigt institut med en styrelse förankrad i forskarvärlden.
Forum för levande historia har även kritiserats av Vänsterpartiet, bland annat utifrån tanken att det är forskares och inte statliga myndigheters sak att skriva historia. Staten bör enligt denna uppfattning inte vara opinionsbildande, utan ideologisk debatt ska föras av partier, organisationer och folkrörelser.

### Diskussion om inriktning av opinionsbildningen
Vänsterpartiet har kritiserat myndigheten för påstådd alltför provästlig och antikommunistisk tendens och för att utelämna kolonialismens brott, såsom slavhandel.
Eskil Franck skrev vid sitt tillträde som chef en programförklaring och argumenterade mot att staten borde vara värderingsfri i frågor om människors lika värde och rättigheter och argumenterade för att uppgiften för Forum för levande historia borde vara att granska varje brott mot mänskligheten, oavsett från vilket håll de kunde komma.
Claes Arvidsson kritiserade i en ledare i Svenska Dagbladet myndigheten för att, i motsättning till skrivningen om "kommunismens brott mot mänskligheten", omformulerat uppdraget till "brott mot mänskligheten under kommunistiska regimer". Han menade att den påstådda skillnaden mellan å ena sidan kopplingen mellan Förintelsen och ideologi och å andra sidan knytningen mellan brott under kommunism och ideologi.

### Upprop mot ideologisering av historieämnet
I april 2008 publicerades ett upprop i Dagens Nyheter av ett antal akademiker med en varning mot ideologisering av historieämnet och för att den avsedda öppenheten med Forum för levande historia hotades.
Den folkpartistiske politikern Jan Björklund och andra avfärdade uppropet och påpekade vissa undertecknares påstådda tidigare koppling till kommunismen. Dessa framhöll i sin tur att de själva flytt från kommunistiska diktaturer. Den marknadsliberala tankesmedjan Timbro ställde sig bakom uppropet. Uppropet kritiserades också av Bo Rothstein för att vara inkonsekvent, och han ansåg även att undertecknarna saknade trovärdighet genom att inte ha stött honom i en av honom tidigare framförd kritik mot styrd forskning.
Statsvetaren Emil Uddhammar kritiserade undertecknarna för att vilja tysta ner brott mot mänskligheten begångna i marxismens namn. Han gick också till angrepp mot undertecknande kolleger vid Växjö universitet för att ha bristande sanningskrav mer generellt, vilket ledde till uppståndelse på lärosätet.

### Kritik mot Kambodja-utställningen

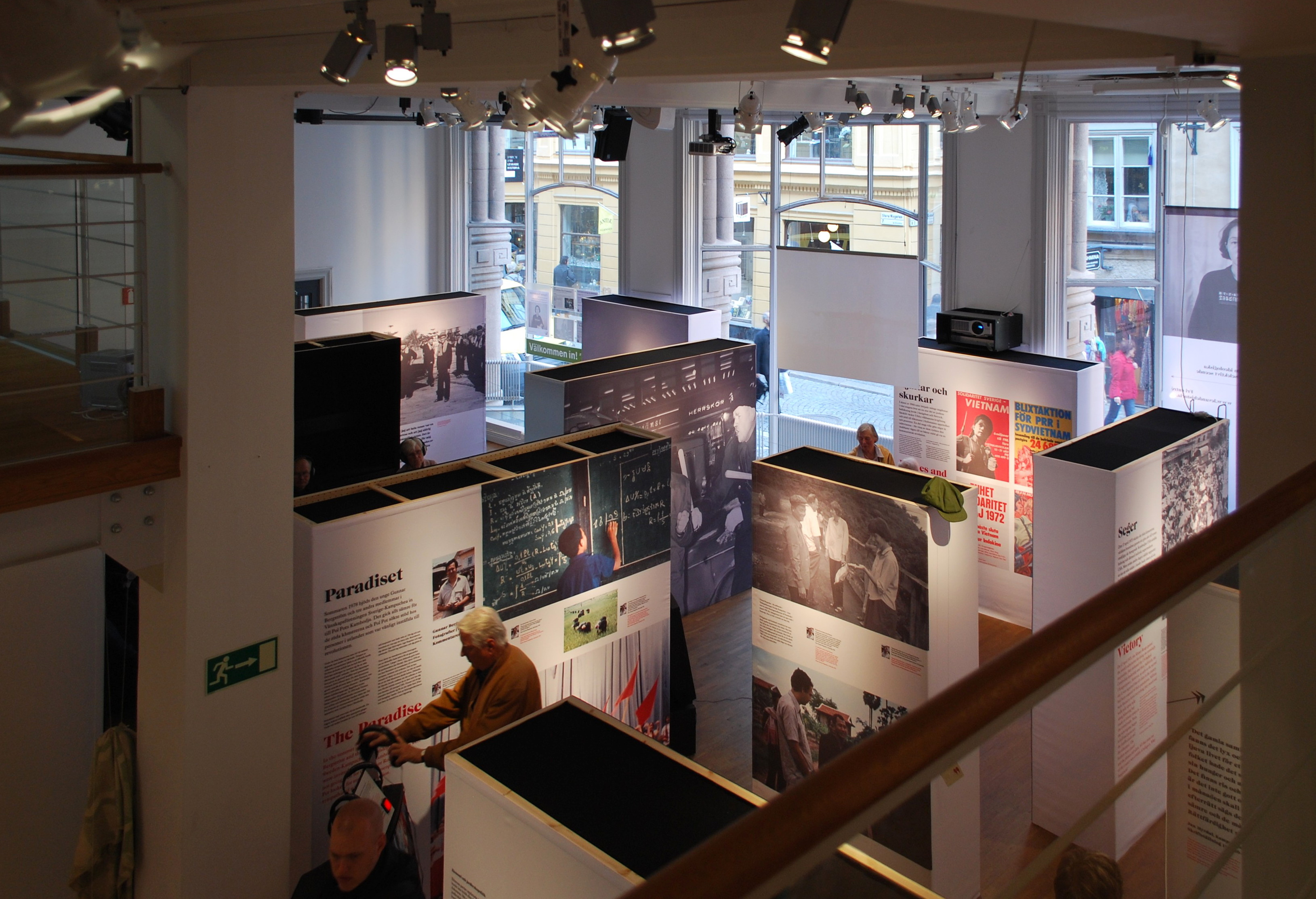
Utställningslokalen under utställningen Middag med Pol Pot 2009

Utställningen Middag med Pol Pot - En utställning om ideologiska skygglappar och selektivt seende, invigd i september 2009, behandlar den resa som en delegation i Vänskapsföreningen Sverige-Kampuchea gjorde till Kambodja 1978. Utställningen lyfter fram hur de fyra besökarna efter resan informerar om landet, där då ett folkmord pågår, i ljusa färger. I samband med utställningen gjordes också en två minuter lång reklamfilm för utställningen, Mao-glasögonen, vilken kunde ses bland annat på Youtube. 
Utställningen kritiserades för att lyfta fram Jan Myrdal och de andra enskilda personerna som försvarare av folkmordet i Kambodja. Andra kritiker ansåg att Forum för levande historia enbart intresserade sig för perioden 1975-79 och exkluderade både USA:s krigföring i Kambodja före 1975 och det amerikanska stödet till de röda khmererna efter deras fall 1979.
Två anmälningar lämnades till Justitieombudsmannen (JO). En person anmälde reklamfilmen och en av deltagarna i Vänskapsföreningens resa anmälde själva utställningen. JO Hans-Gunnar Axberger fattade beslut i ärendet i november 2010. JO ansåg beträffande reklamfilmen att Forum för levande historia skulle kritiseras för "att utpekade individer utnyttjats som avskräckande exempel" och att de förlöjligats. 
JO ansåg vidare att myndigheten skulle kritiseras "för den integritetskränkning myndigheten genom utställningen i dess helhet utsatt [den anmälande resedeltagaren] för". Skälet till detta var att personen kränkts genom nedsättande uppgifter om henne. JO utgick i detta från sin uppfattning att personen var att betrakta som en privatperson, och inte hade någon ställning som offentlig person genom ett ämbete eller på annat sätt.
Enligt JO:s beslut har Forum för levande historia försvarat utställningen i banor som för tankarna till journalisters och forskares frihet. En sådan frihet gäller enligt JO dock inte en statlig myndighet eftersom dess uttalande görs på det allmännas vägnar. Det inträffade visar enligt JO att man inom Forum för levande historia saknar insikt om de rättsliga begränsningar som gäller för en statlig informationsmyndighet.
JO:s beslut i den senare delen kritiserades i sin tur av Dagens Nyheter, som i en ledare uttryckte att JO gjort en mycket snäv tolkning av rättsläget och det, med hänsyn till att resenärerna var att betrakta som offentliga debattörer, var rimligt att informera om deras samröre med Pol Pot.
JO:s beslut ledde till Forum för levande historia tillfälligt stängde utställningen, som då visades som vandringsutställning i landet. Efter viss revidering fortsatte utställningen visas som planerat.

## Per Anger-priset
Forum för levande historia har regeringens uppdrag att administrera Per Anger-priset. Detta utdelas sedan 2004 till människor och organisationer som utmärkt sig för att hjälpa andra undan förtryck och våldsmakt.